# Peter Nielsen (stænderdeputeret)
 Der er flere personer med dette navn, se Peter Nielsen.
Peter Nielsen (1. september 1779 i Sønder Sejerslev, Emmerlev Sogn – 26. april 1847 i Haderslev) var en slesvigsk stænderdeputeret.
Hans fader, Niels Pedersen, var sømand, og moderen, Kirsten Christiansdatter, døde tidlig, hvorfor sønnen 1791 kom til sin morbroder, købmand Andreas Christiansen i Flensborg og sejlede i 20 år med dennes skibe til Vestindien, de sidste 10 år som fører af et fregatskib. 1811 købte han en ejendom i Flensborg og oprettede her et sukkerraffinaderi, som ved hans energi og dygtighed hurtig gjorde ham til en velstående mand. 1832 valgtes han til rådmand og 1838 til stænderdeputeret. Kun i samlingen 1838 var han en enkelt gang medlem af et udvalg om skibsfartsvæsen, men senere blev han, der var udpræget dansksindet og kongetro, holdt ude fra alle udvalg. Han deltog dog ofte i forhandlingerne, stod 1842 afgjort på Peter Hiort Lorenzens side og udeblev ligesom denne fra samlingen 1844 På grund af kongens for de danske deputerede ydmygende afgørelse i sprogsagen. 1846 mødte han atter i stænderne og udtalte sig hyppig med fynd og klem imod slesvig-holstenernes statsopløsende forslag. På et besøg hos Peter Hiort Lorenzens enke døde han 26. april 1847 i Haderslev.
Han havde 19. marts 1812 ægtet Marina Angel (27. september 1790 - 17. oktober 1834), datter af købmand Hans Petersen Angel i Tønder.